# Neiba
Neiba (alternativ stavning Neyba) är en kommun och ort i västra Dominikanska republiken och är den administrativa huvudorten för provinsen Baoruco. Antalet invånare i kommunen är cirka 36 500. Neiba är belägen nära Enriquillosjön, vilken är hela Västindiens största insjö och landmässigt lägsta punkt (44 meter under havsnivå). Området runt Neiba har landets största produktion av vindruvor. 